# گوشت نهنگ

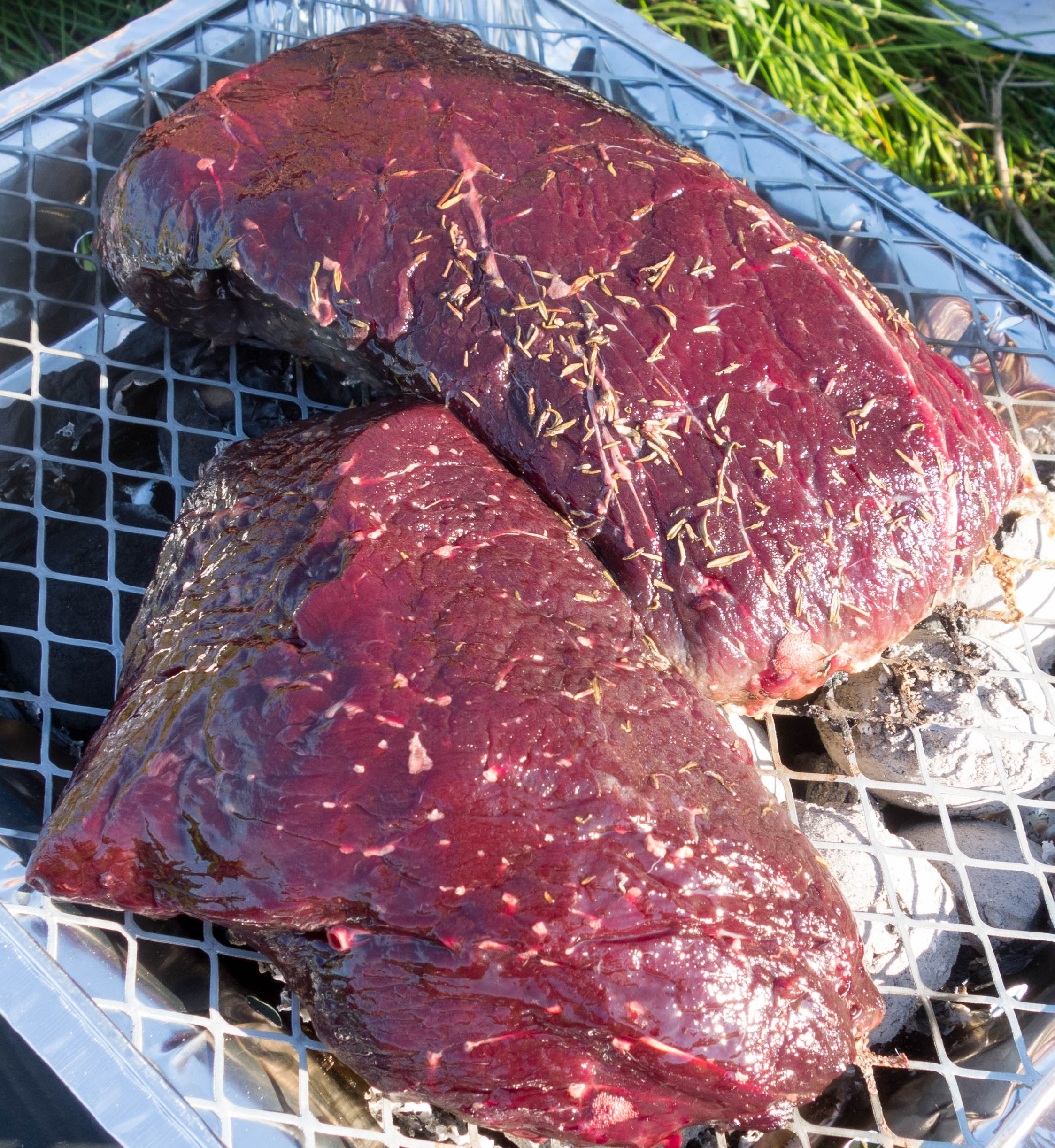
گوشت خام نهنگ در نروژ

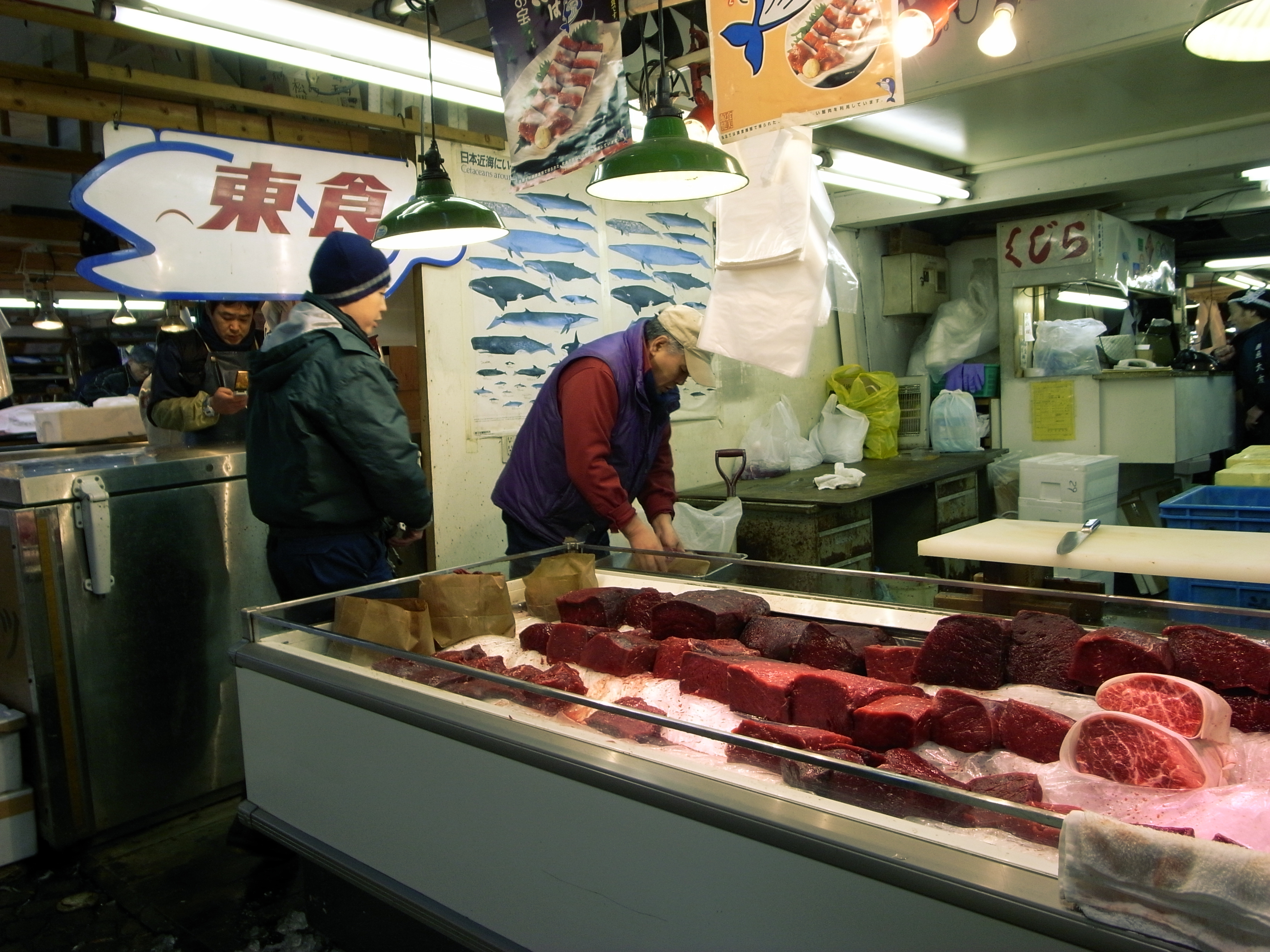
فروش گوشت نهنگ در بازار ماهی تسوکیجی در توکیو در سال ۲۰۰۸

گوشت نهنگ، به‌طور کلی، ممکن است شامل همل آب‌بازسانان (نهنگ، دلفین، گرازماهی) و همهٔ بخش‌های جانور باشد: ماهیچه (گوشت)، اندام‌ها (احشاء)، پوست (مکتوک)، و چربی (بلابر). تقاضای نسبتاً کمی برای گوشت نهنگ در مقایسه با دام‌های پرورشی وجود دارد. صید تجاری نهنگ که دهه‌ها با مخالفت روبرو بوده است، امروزه در کشورهای بسیار کمی (عمدتاً ایسلند، ژاپن و نروژ) ادامه دارد، برخلاف اینکه در گذشته گوشت نهنگ در سراسر اروپای غربی و آمریکای استعماری خورده می‌شد. با این حال، در مناطقی که شکار دلفین‌ها و شکار نهنگ‌های بومی وجود دارد، پستانداران دریایی به‌عنوان بخشی از اقتصاد معیشتی به صورت محلی خورده می‌شوند: جزایر فارو، مردم پیراقطبی (اینوئیت در کانادا و گرینلند، آلاسکاهای بومی مرتبط، مردم چوکچی سیبری)، سایر مردم بومی ایالات متحده (از جمله ماکای اقیانوس آرام شمال غربی)، سنت وینسنت و گرنادین‌ها (عمدتاً در جزیره بکیا)، برخی از روستاها در اندونزی و در برخی جزایر اقیانوس آرام جنوبی.
مانند گوشت اسب، برای برخی از فرهنگ‌ها، گوشت نهنگ تابو، یا غذا به عنوان آخرین راه حل است، به عنوان مثال در زمان جنگ، در حالی که در برخی دیگر یک غذای لذیذ و در مرکز آشپزی است. گروه‌های بومی ادعا می‌کنند که گوشت نهنگ نشان‌دهنده بقای فرهنگی آنهاست. مصرف آن توسط مخالفان حفاظت حیات وحش، سمیت (به‌ویژه جیوه) و دلایل حقوق جانوران محکوم شده است.
گوشت نهنگ را می‌توان به روش‌های مختلفی از جمله نمک‌سازی تهیه کرد، به این معنی که مصرف آن لزوماً محدود به جوامع ساحلی نیست.

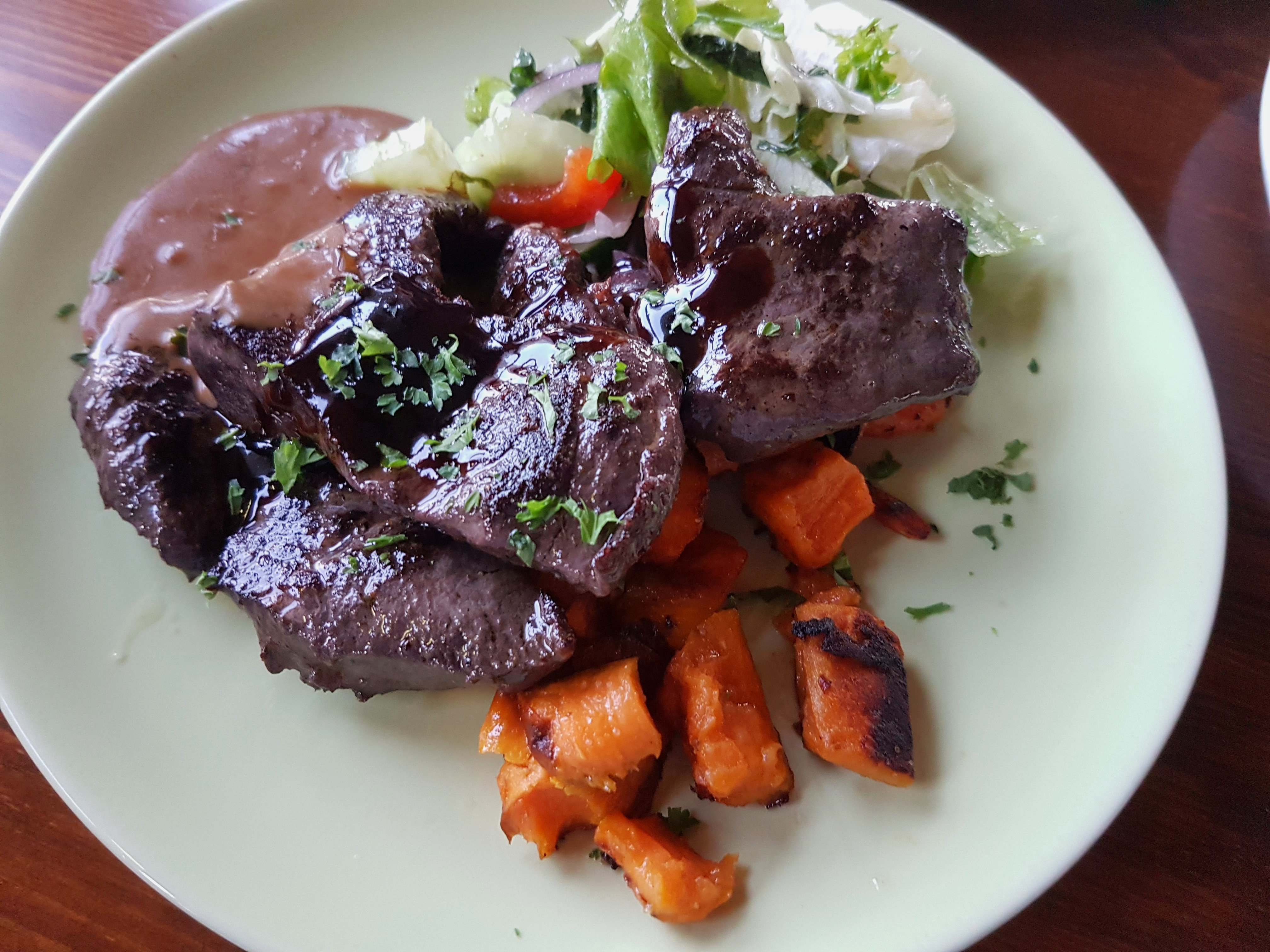
گوشت نهنگ بزرگ‌باله ترشی‌شده با سیب‌زمینی شیرین

در مکان‌هایی مانند نروژ، ایسلند و آلاسکا، گوشت نهنگ ممکن است بدون چاشنی سرو شود. با این حال، می‌توان آن را پخته یا با ترشی آغشته کرد یا آن را به صورت برگه درآورد.